# Metaphycus karwinskiae
Metaphycus karwinskiae är en stekelart som beskrevs av Svetlana N. Myartseva 2003. Metaphycus karwinskiae ingår i släktet Metaphycus och familjen sköldlussteklar. Inga underarter finns listade i Catalogue of Life.